# غلام جوقة

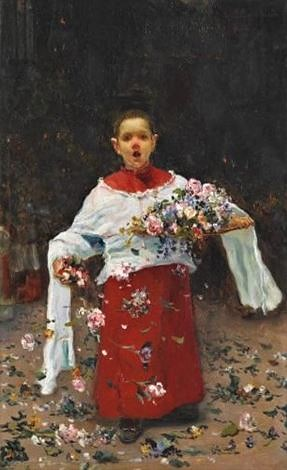

غلام الجَوقة أو غُلام الخورُس أو غلام الإنشاد هو فتى عضو جوقة أو خورُس.